# Turnerschaft Schwaz
Die Turnerschaft Schwaz ist ein österreichischer Sportverein mit Sitz in Schwaz. Der Dachverein umfasst elf Sektionen:
- Sektion Badminton
- Sektion Basketball
- Sektion Behindertensport
- Sektion Leichtathletik
- Sektion Radsport
- Sektion Schilauf
- Sektion Sportkegeln
- Sektion Tischtennis
- Sektion Turnen
- Sektion Volleyball
- Sektion Voltigieren

## Sektion Basketball
Die Basketballer der TU Schwaz treten unter dem Namen Silverminers Schwaz in der 2. Basketball-Bundesliga an.

## Sektion Schilauf
Die Sektion wurde 1959 von Sepp Hecher, dem Vater von Traudl Hecher, gegründet und hat mehrere international erfolgreiche Sportler hervorgebracht.
Im Jahr danach wurde am Kellerjoch, dem Hausberg von Schwaz, zum weltweit ersten Mal ein internationales Schirennen für ältere Sportler durchgeführt. Dieses Rennen wird seither jährlich als „Internationaler Kellerjoch Riesentorlauf um die Fruntspergtrophäe“ ausgetragen, im Winter 2009/2010 zum 50. Mal. Schwaz ist somit die Geburtsstätte des internationalen Seniorenrennsportes (heutige Bezeichnung: Masters) im alpinen Schilauf bezeichnet werden.

## Bekannte Sportler
- Traudl Hecher erzielte in den 1960er Jahren große Erfolge bei den Hahnenkamm- und Arlberg-Kandahar-Rennen sowie den Olympischen Winterspielen mit zwei Bronzemedaillen.
- Christoph Gruber war zweimal Junioren-Weltmeister und von 1998 bis 2010 im alpinen Schi-Weltcup aktiv. In dieser Zeit gewann er fünf Weltcup-Rennen und war bei zwei Olympischen Winterspielen sowie drei Alpinen Skiweltmeisterschaften an Start.